# Мостари
Мостари (хорв. Mostari) — населений пункт у Хорватії, у Загребській жупанії у складі громади Дубрава.

## Населення
Населення за даними перепису 2011 року становило 184 осіб.
Динаміка чисельності населення поселення:

## Клімат
Середня річна температура становить 10,80 °C, середня максимальна – 24,93 °C, а середня мінімальна – -5,84 °C. Середня річна кількість опадів – 828 мм.
| Клімат поселення                              | Клімат поселення | Клімат поселення | Клімат поселення | Клімат поселення | Клімат поселення | Клімат поселення | Клімат поселення | Клімат поселення | Клімат поселення | Клімат поселення | Клімат поселення | Клімат поселення | Клімат поселення |
| Показник                                      | Січ.             | Лют.             | Бер.             | Квіт.            | Трав.            | Черв.            | Лип.             | Серп.            | Вер.             | Жовт.            | Лист.            | Груд.            |                  |
| Середній максимум, °C                         | 6,17             | 8,21             | 12,75            | 17,01            | 21,87            | 24,93            | 24,17            | 23,58            | 19,74            | 14,76            | 9,26             | 5,02             |                  |
| Середня температура, °C                       | 0,16             | 2,20             | 6,75             | 11,00            | 15,88            | 18,92            | 20,55            | 19,96            | 16,10            | 11,11            | 5,64             | 1,40             |                  |
| Середній мінімум, °C                          | −5,84            | −3,8             | 0,74             | 4,99             | 9,88             | 12,91            | 16,90            | 16,31            | 12,47            | 7,50             | 2,00             | −2,26            |                  |
| Норма опадів, мм                              | 47               | 46               | 54               | 64               | 75               | 89               | 76               | 78               | 76               | 77               | 83               | 63               |                  |
| Середньомісячна швидкість вітру, м/с          | 2.00             | 2.20             | 2.60             | 2.50             | 2.30             | 2.10             | 2.00             | 1.82             | 1.90             | 1.91             | 2.00             | 2.00             |                  |
| Середньомісячна сонячна радіація, кДж/м²·день | 4140             | 6926             | 10615            | 15130            | 19348            | 21391            | 22316            | 19491            | 14317            | 8829             | 4636             | 3365             |                  |
| --------------------------------------------- | ---------------- | ---------------- | ---------------- | ---------------- | ---------------- | ---------------- | ---------------- | ---------------- | ---------------- | ---------------- | ---------------- | ---------------- | ---------------- |
| Джерело:                                      |                  |                  |                  |                  |                  |                  |                  |                  |                  |                  |                  |                  |                  |